# Железопътна катастрофа
Железопътна катастрофа е транспортна катастрофа с участие на релсово превозно средство.

## Списък на първите железопътни катастрофи в различни държави (XIX век)
| Дата                 | Град (район), държава                | Подробности |
| -------------------- | ------------------------------------ | --- |
| 1815 г.              | Тайн и Уеър, Великобритания          | 16 души загиват при експлозия на парния котел на локомотива – първата авария с жертви в историята на жп транспорта  |
| 15 септември 1830 г. | Англия                               | Дадена е първата жертва на пътник при откриване на жп линията Ливърпул – Манчестър                                  |
| декември 1830 г.     | Мериленд, САЩ                        | Кочияшът на препълнен конен трамвай пада и е прегазен от колелата, което е първата жертва в САЩ                     |
| 8 май 1842 г.        | Версай, Франция                      | 55 пътници загиват при маневра, което е първата голяма катастрофа в историята на жп транспорт                       |
| 5 октомври 1853 г.   | Ирландия (тогава във Великобритания) | 16 души загиват при сблъсък между влак и автомобил на територията на Ирландия                                       |
| 27 октомври 1854 г.  | Канада                               | 52 души загиват при първата голяма железопътна катастрофа в Канада                                                  |
| 26 декември 1876 г.  | Дания                                | 9 души – екипажи на два локомотива в Дания загиват при сблъсък помежду им                                           |
| 30 януари 1878 г.    | Австралия                            | При първата голяма жп катастрофа между два влака в Австралия загиват 5 души.                                        |
| 3 септември 1882 г.  | Баден-Вюртемберг, Германия           | При влошени метеорологични условия в Германия се случва една от най-големите жп катастрофи – загиват около 180 души |
| 14 юни 1891 г.       | Швейцария                            | 71 души загиват при най-тежката жп кататрофа в Швейцария                                                            |

## Списък на най-големите железопътни катастрофи в света (с над 50 жертви)
| Дата                 | Град (район), държава                                                      | Подробности |
| 1900 – 1920 г.       |                                                                            | Общ брой на жертвите около 1330 души |
| -------------------- | -------------------------------------------------------------------------- | --- |
| 10 август 1903 г.    | Париж                                                                      | При пожар в парижкото метро загиват 84 души |
| 7 август 1904 г.     | Колорадо, САЩ                                                              | 97 души са загинали и 14 обявени за безследно изчезнали при падане на влак от мост |
| 28 октомври 1906 г.  | Ню Джърси, САЩ                                                             | При падане на влак от мост в дълбоки води загиват 57 души. |
| 22 май 1915 г.       | Шотландия, Великобритания                                                  | Случва се най-голямата жп катастрофа в историята на Великобритания – загиват 227 души. |
| 30 ноември 1916 г.   | Австро-Унгария                                                             | 71 души загиват при завръщане от погребението на император Франц Йосиф I |
| 26 февруари 1917 г.  | Швеция                                                                     | Влак превозващ руски пленници от Германия катастрофира, при което загиват 48 души. |
| 12 декември 1917 г.  | Франция                                                                    | При най-тежката жп катастрофа за 20 век, военен влак дерайлира в тунел – загиват около 800 души, но официално е обявено, че са загинали 540 души. |
| 22 юни 1918 г.       | Индиана, САЩ                                                               | При сблъсък между два влака загиват 86 души. |
| 9 юли 1918 г.        | Нашвил, САЩ                                                                | При челен удар между два влака загиват 101 души. |
| 1 ноември 1918 г.    | Бруклин, Ню Йорк, САЩ                                                      | При дерайлиране на влак в метрото загиват 93 души. |
| 1921 – 1940 г.       |                                                                            | Общ брой на жертвите около 1260 души |
| 3 февруари 1922 г.   | Ниигата, Япония                                                            | 6 вагона на пътнически влак падат в Японско море, загиват 87 души. |
| 1 септември 1923 г.  | Канагава, Япония                                                           | По време на голямото земетресение в Канто 112 души загиват във влаковете и на гарите. |
| 16 юни 1925 г.       | Ню Джърси, САЩ                                                             | 7 вагона с туристи от Германия дерайлират, загиват 50 души. |
| 14 март 1926 г.      | Коста Рика                                                                 | При падане на влак от мост загиват 248 пътуващи и 93 се считат за безследно изчезнали. |
| 2 януари 1932 г.     | Москва, СССР                                                               | При две последващи влакови катастрофи в предградието на Москва загиват 68 души. |
| 14 септември 1932 г. | Атласки планини, Алжир                                                     | При дерайлиране на 14 вагона с наемници от Чуждестранния легион загиват 50 пътници и екипажа на влака. |
| 23 декември 1933 г.  | Париж, Франция                                                             | При челен удар между експрес и бърз влак край Париж загиват 230 души. |
| 19 юни 1938 г.       | Монтана, САЩ                                                               | При пропадане на мост катастрофира пътнически влак, което става причина за смъртта на 47 души. |
| септември 1938 г.    | Барселона, Испания                                                         | При сблъсък между два влака на крива от пътя загиват 65 души. |
| 19 декември 1938 г.  | Минаш Жерайш, Бразилия                                                     | При челен удар между товарен и пътнически влак настъпва пожар, загиват 82 пътници. |
| 25 декември 1938 г.  | Кишинев, дн. Молдова                                                       | По време на снежна буря се сблъскат два пътнически влака, загиват 93 души. |
| 22 декември 1939 г.  | две големи катастрофи в Германия за един ден: в Саксония-Анхалт и Маркдорф | В първата при сблъсък на два влака загиват 186 души, а при втората – 101 пътници; общо броят на загиналите прави денят като най-„черния“ в историята на железопътния транспорт в Германия. |
| 29 януари 1940 г.    | Осака, Япония                                                              | При взрив на 3 влакови цистерни с гориво загиват 181 души, намиращи се в района на гарата. |
| 1941 – 1960 г.       |                                                                            | Общ брой на жертвите около 3300 души |
| 16 септември 1941 г. | Хього, Япония                                                              | При челен удар на два влака загиват 65 души. |
| 6 септември 1943 г.  | Филаделфия, САЩ                                                            | При дерайлиране на пътнически влак загиват 79 души. |
| 26 октомври 1943 г.  | Ибараки, Япония                                                            | 110 пътници загиват при падане на 2 вагона от пътнически влак в река. |
| 3 януари 1944 г.     | Провинция Леон, Испания                                                    | При пожар в жп тунел загиват по официални данни 78 души, но се счита, че броят им не е по-малко от 250. |
| 3 март 1944 г.       | Балвано, Италия                                                            | Над 500 пътници се задушават в жп тунел. |
| 24 ноември 1944 г.   | Полша                                                                      | 130 пътници загиват при катастрофа между два влака. |
| 26 декември 1944 г.  | Йокохама, Япония                                                           | При челен удар между два крайградски влака загиват 53 души. |
| 13 януари 1945 г.    | Нор-Трьонелаг, Норвегия                                                    | При преминаване през разрушен от съпротивата жп мост, влакът пада в реката и загиват между 70 и 80 души. |
| 25 февруари 1947 г.  | Сайтама, Япония                                                            | При дерайлиране на 4 вагона загиват 184 души. |
| 22 октомври 1949 г.  | Двор, Полша                                                                | 200 души загиват при катастрофа на експреса Гданск – Варшава. |
| 22 ноември 1950 г.   | Ню Йорк, САЩ                                                               | При катастрофа на влак в Лонг Айлънд загиват 79 души. |
| 6 февруари 1951 г.   | Ню Джърси, САЩ                                                             | 85 души загиват при дерайлиране на пътнически влак. |
| 24 април 1951 г.     | Йокохама, Япония                                                           | При катастрофа на крайградски влак загиват 105 души. |
| 8 октомври 1952 г.   | Лондон, Великобритания                                                     | При катастрофа на влак на 11 мили от централен Лондон загиват 112 души. |
| 24 декември 1953 г.  | Шаквице, Чехословакия                                                      | При заспиване на екипажа на бърз влак след употреба на вино става катастрофа с маневриращ локомотив, загиват 106 души. |
| 24 декември 1953 г.  | Тангивай, Нова Зеландия                                                    | Няколко минути преди гарата няколко вагона от експреса между Уелингтън и Окланд падат от моста в реката, загиват 151 души. |
| 3 април 1955         | Гуадалахара, Мексико                                                       | 300 души загиват при падане на влак в пропаст. |
| 23 ноември 1956 г.   | Южна Индия                                                                 | 154 души загиват при дерайлиране на влак в река. |
| 1 септември 1957 г.  | Ямайка                                                                     | 197 са загиналите пътници от дерайлирал влак в Ямайка |
| 29 септември 1957 г. | Пенджаб, Пакистан                                                          | При челен удар между пътнически влак и товарен влак, превозващ горива, загиват около 250 души. |
| 20 октомври 1957 г.  | Истанбул, Турция                                                           | При катастрофа между два пътнически влака в района на Истанбул загиват 95 души. |
| 15 май 1960 г.       | Лайпциг, ГДР                                                               | Поради диспечерска грешка става влакова катастрофа на гарата на Лайпциг, загиват 54 души. |
| 16 ноември 1960 г.   | Стеблова, Чехословакия                                                     | 118 души загиват при челен удар между два пътнически влака. |
| 1961 – 1980 г.       |                                                                            | Общ брой на жертвите около 1800 души |
| 8 януари 1962 г.     | Хармелен, Нидерландия                                                      | При липса на видимост поради мъгла машинистът на експресен влак от Ютрехт за Ротердам не вижда затворения предупредителен семафор, подминава затворения входен семафор и при скорост 100 км/ч причинява челен удар с пътнически влак Ротердам – Амстердам, движещ се насреща със 75 км/ч. Напълно разрушени са 6 вагона от пътническия влак и 2 вагона и локомотива от експреса. От около 500 пътници в двата влака загиват 91 души включително машинистите на двата локомотива, 2-ма от ранените умират впоследствие в болница – най-тежката железопътна катастрофа в историята на Холандските железници (NS). |
| 3 май 1962 г.        | Токио, Япония                                                              | При челен удар между два пътнически влака загиват 160 души. |
| 9 ноември 1963 г.    | Токио, Япония                                                              | При катастрофа между два влака загиват 161 души. |
| 18 март 1964 г.      | Шри Ланка                                                                  | Над 60 души загиват при дерайлиране на пътнически влак. |
| 21 юли 1964 г.       | Португалия                                                                 | При дерайлиране на пътнически влак загиват 94 души. |
| 4 октомври 1965 г.   | Дурбан, ЮАР                                                                | 150 души загиват при дерайлиране на препълнен пътнически влак. |
| 6 юли 1967 г.        | Магдебург, ГДР                                                             | Загиват 94 пътници от влак, който се сблъсква с товарен влак, превозващ горива. |
| 2 февруари 1970 г.   | Аржентина                                                                  | Поради технически причини се случва челен удар между два пътнически влака, загиват 236 души. |
| 18 февруари 1970 г.  | Нигерия                                                                    | Пътнически влак дерайлира и пада в река, при което загиват 81 души. |
| 16 юни 1972 г.       | Ена, Франция                                                               | Два пътнически влака катастрофират в тунел, поради паднала върху релсите скала, загиват 107 души. |
| 21 юли 1972 г.       | Севиля, Испания                                                            | При челен удар между два пътнически влака загиват 76 души. |
| 6 октомври 1972 г.   | Салтило, Мексико                                                           | Влак с пилигрими дерайлира и се запалва, жертвите са 208. |
| 18 януари 1977 г.    | Сидни, Австралия                                                           | Пътнически влак дерайлира при преминаване върху мост и част от вагоните падат в реката, загиват 83 пътници. |
| 11 ноември 1977 г.   | Чъла-Пукто, Южна Корея                                                     | 57 души загиват в района на гарата при избухване на цистерна, превозваща гориво. |
| 21 август 1979 г.    | Тайланд                                                                    | При две влакови катастрофи загиват 59 души. |
| 19 август 1980 г.    | Тлочин, Полша                                                              | При катастрофа между пътнически и товарен влак загиват 67 души. |

## Списък на железопътни катастрофи с жертви в България след 1962 г.
| Дата                | Град (район)                    | Подробности |
| ------------------- | ------------------------------- | --- |
| 6 януари 1962 г.    | край Ветово                     | 12 души загиват при челен удар между два пътнически влака. |
| 1 май 1969 г.       | край Чомаковци                  | Вагон от теснолинеен пътнически влак по линията Червен бряг-Оряхово дерайлира. Последният вагон, който е препълнен с хора излиза от релсите на един от завоите и пада настрани по време на движение, като продължава да влачи хората по релсите. В резултат загиват 27 души, 38 са тежко ранени, част от които умират впоследствие, други остават с телесни увреждания. |
| юни 1970 г.         | София                           | Трамвайна мотриса тип „Комсомолец“ № 701 по линия № 13 поради повреда в реостатната спирачка навлиза с висока скорост в крива (максимално допустимата скорост за движение в жп крива, т.е. в жп завой, жп хоризонтална крива е произведение от корен квадратен на радиуса ѝ и 2,91), и се обръща върху чакащите пътници на спирка „Централна гара“. Загиват 21 души, около 40 са ранени.                                                                                    |
| 10 декември 1972 г. | край с. Венчан                  | Бърз нощен влак „Албена“ пътуващ от София за Кардам се врязва челно в товарна композиция, загиват 21 души. |
| 13 юни 1976 г.      | край с. Ясен (Плевенска област) | Международен пътнически влак се врязва в товарна композиция, превозваща гориво, загиват 11 души. |
| 20 юни 1979 г.      | край Симеоновград               | 18 души загиват при сблъсък на прелез между влак и автобус. |
| 8 март 1982 г.      | край Казанлък                   | Маневриращ товарен влак се врязва в автобус, загиват 13 души. |
| 9 март 1985 г.      | гара Буново                     | Поставена е бомба във вагона за майки с деца на бърз влак № 326 от Бургас за София. Тя е с часовников механизъм, а часът е разчетен да съвпадне с навлизането на влака в тунела в района на гара Буново. Целта е паниката и липсата на достатъчно въздух да доведат до възможно повече жертви. Заради маневра на гара Златица влакът закъснява с две минути и взривът избухва в 21:31 ч. на гарата, а не в тунела. Загиват 6 души, ранени са тежко 9 души, сред тях 2 деца. |
| юни 1986 г.         | София                           | На ж. п. прелез в ж. к. „Красна поляна“ товарен влак удря трамвай по линия № 4. Загиват около десет души, много други са ранени. Причина – преминаване на трамвая при спусната бариера. |
| септември 1988 г.   | София                           | На 14 септември 1988 г. в гара Илиянци, маневрен състав се блъска странично в преминаващ експресен влак, 203. Загиват 11 пътници, 46 със средни телесни повреди, 22 с тежки. |
| 12 декември 1989    | гара Роман,                     | Експрес „Златни пясъци“ навлиза с висока скорост в гара Роман и дерайлира, заради жп стрелка оставена в положение за влизане в завой със скорост до 40 км/ч. В резултат изсипва вагоните в река Искър. Загиват 12 души, 32-ма са ранени. |
| 17 август 1992 г.   | край Казичене                   | При катастрофа между експрес „Слънчев бряг“ пътуващ от Бургас за София и товарен влак, маневриращ на гара Казичене загиват 8 души. Ранените са 56. |
| 1 октомври 1992 г.  | между Харманли и Любимец        | Изпуснати от гара Харманли товарни вагони се блъскат в международния влак Истанбул – Белград, загиват 6 пътници. |
| 30 юни 2003         | между Карлово и Сопот           | Машинистът на пътнически влак не спира на червен сигнал и се удря в опашката на спрял бърз влак Варна-Карлово-София. Загива единият машинист. |
| 29 февруари 2008 г. | край Червен бряг                | При пожар 9 души изгарят в кушет вагона на влак 2637 София – Горна Оряховица – Кардам; на 1 март е съобщено, че жертвите са 3, на следващия ден се съобщава за общо 8 силно обгорели от пожара трупа; на 4 март се съобщава, че броят на жертвите е 9 – толкова, колкото са търсените пътници. |
| 4 октомври 2010 г.  | гара Драгоил                    | На гара Драгоил край Драгоман челно се удрят международен влак Белград-София и служебен влак на БДЖ. В инцидента е намесен и трети локомотив, забравен в края на коловоза. Ранени са 22 души. |
| 12 юли 2014 г.      | гара Калояновец                 | Влакът София-Варна навлиза с над 100 км/ч в района на гара Калояновец и дерайлира, в резултат на което загива машинистът, а 13 души са ранени. Според прокуратурата причината за инцидента е високата скорост, а според оцелелия помощник машинист – грешка в светлинните сигнали. |
| 10 декември 2016 г. | Хитрино                         | При дерайлиране на вагони от товарен влак, превозващ пропан-бутан и пропилен, е предизвикан теч и последващ пожар. В резултат загиват 7 души, жители на селото, ранени са 29. Причината за инцидента е превишената скорост на влака, с която преминава през гарата. |
| Рекапитулация       |                                 | Общ брой загинали след 1962 г. – 189 души |